# Edward Middleton Manigault
Edward Middleton Manigault (ur. 14 czerwca 1887 w London, zm. 31 sierpnia 1922 w San Francisco) – amerykański malarz modernistyczny, zajmujący się również tworzeniem ceramiki, ram do obrazów, rzeźbionych wyrobów z drewna oraz parawanów, mebli i sztukaterii.

## Życie i twórczość

### Początki
Manigault urodził się w kanadyjskim London, w prominentnej i wykształconej rodzinie, wywodzącej się z Charleston w Stanach Zjednoczonych. W domu pradziadka artysty, Josepha Manigaulta, mieści się obecnie Charleston Museum. Niewiele wiadomo o wczesnym okresie życia Edwarda Manigaulta. W 1905 roku przeniósł się on do Nowego Jorku, gdzie wstąpił do New York School of Art. Studiował pod kierunkiem Roberta Henriego oraz Kennetha Hayesa Millera, a wśród jego kolegów znaleźli się George Bellows, Glenn O. Coleman, Guy Pène du Bois i Edward Hopper. Manigault początkowo interesował się ilustrowaniem, ale wkrótce zaczął malować pejzaże.
Ciemna paleta jego wczesnych obrazów wyraźnie ukazuje wpływ Henriego, natomiast mgliste, romantyczne i symboliczne przedmioty znajdujące się w jego obrazach wskazują na wpływ Millera. Na początku swojej kariery Manigault uwagę poświęcał przedstawieniu efektów światła, pór dnia i nastroju. Pod wpływem Henriego i razem ze swoim przyjacielem George’em Bellowsem Manigault malował rzeki i parki.
Po 1909 roku Manigault podjął radykalną próbę odejścia od realizmu i zaczął malować obrazy w stylu postimpresjonistycznym. Przez kolejne dwa lata, zaliczane do najbardziej twórczych w jego karierze, wypracował niezależny styl, widoczny w wielu jego pełnych dramatyzmu i polotu kompozycjach. Niektóre z nich wystawił w latach 1909–1911 w nowojorskiej Haas Gallery. Jego prace z tego okresu wykazują wpływ kolorystyki fowizmu i techniki nawiązującej do puentylizmu, gdzie artysta zestawiał śmiałe, barwne plamy, aby osiągnąć efekt zbliżony do mozaiki. Te energiczne, ożywione obrazy wykazują także wpływ sztuki azjatyckiej. W tym okresie Manigault tworzył także mroczne obrazy, inspirowane symbolizmem. Jego wizjonerskie, wypełnione aktami pejzaże wykazują podobieństwo do tych, które tworzył Arthur Bowen Davies. W obrazach tych pojawiła się również tematyka religijna (Chrystus objawiający się Maryi). Obok malarstwa uwagę zaczął poświęcać w coraz większym stopniu wzornictwu dekoracyjnemu.

### Wyjazd do Europy
Zainteresowanie motywami symbolistycznymi spotęgował jego wyjazd do Europy w 1912 roku. W okresie od czerwca do września artysta odbył podróże do Francji i Anglii. Nie szlifował on swoich umiejętności pod okiem konkretnego mistrza, ani też nie studiował w jakiejś konkretnej szkole artystycznej, poświęcając swój czas raczej na zwiedzanie muzeów i galerii, gdzie kopiował dzieła dawnych mistrzów oraz oglądał prace Cézanne'a i innych współczesnych twórców. Wywarli oni wpływ na jego ówczesną twórczość, zwłaszcza Cézanne i stosowane przez niego barwne plamy. Podczas swoich podróży Manigault namalował liczne akwarele powracając do swoich wcześniejszych zainteresowań scenach scenami architektonicznymi i pejzażem.

### Powrót do Ameryki i udział w Armory Show
Po powrocie z Europy zaczął regularnie wystawiać swoje obrazy. W 1913 roku miał swoją pierwszą indywidualną wystawę w Charles Daniel Gallery w Nowym Jorku. Jego związek z tą galerią trwał przez kilka lat. W tym samym roku wziął udział w wystawie Armory Show prezentując dwa obrazy, Adagio i Klaun. Ten ostatni obraz zakupili z wystawy Jerome Eddy i Jean Paul Getty, znani kolekcjonerzy sztuki awangardowej. Obraz przedstawia siedzącą postać w złoto-brązowym stroju z białą twarzą przypominającą czaszkę, pokrytą makijażem. Tło obrazu tworzy brązowo-czarny las, gdzie jedno z drzew ma oczy niczym gigantyczna sowa. Żółte niebo, ciemne chmury i drzewa oraz mrok emanujący z postaci klauna tworzą atmosferę zagrożenia. Niektórzy krytycy uznali ten obraz za przerażający.

### Wyjazd na front
W kwietniu 1915 roku Manigault ożenił się z Gertrude Buffington Phillips, a dwa dni później zgłosił się na ochotnika jako kierowca karetki w oddziałach brytyjskich walczących we Francji w czasie I wojny światowej. Po pięciu miesiącach, we wrześniu, został jednak uznany za niezdolnego do służby, prawdopodobnie w wyniku załamania nerwowego wywołanego zawaleniem się na niego ściany.

### Ponowny powrót do Ameryki
Doświadczenia wojenne bardzo utrudniły jego powrót do twórczości artystycznej. W 1916 roku namalował tylko cztery obrazy. Później namalował wiele obrazów o tematyce wojennej, jednak lokalizacja większości z nich nie jest znana. Jedynym znanym, zachowanym obrazem, bezpośrednio odnoszącym się do wojennych doświadczeń artysty jest Pejzaż wortycystyczny (lub Wojenna impresja) (ok. 1916, Curtis Galleries, Minneapolis).
W tym czasie zaczął spędzać wspólnie z żoną wakacje w jej rodzinnym domu w Colebrook oraz w północnej części stanu Nowy Jork, gdzie Kenneth Hayes Miller wprowadził go do Oneida Community. W latach powojennych lat Manigault tworzył w ramach wielu stylów, inspirował się dokonaniami amerykańskich modernistów, w tym płaskimi, wzorzystymi kompozycjami Williama i Marguerite Zorach. Malowal również odznaczające się intensywną kolorystyką martwe natury. W 1919 Manigault przeniósł się w Los Angeles. W jego twórczości nastąpiły zmiany. Zajął się rzemiosłem artystycznym, tworzył dekoracyjne meble, parawany i sztukaterie. Malował również kwiatowe martwe natury i pejzaże, korzystając w zakresie formy i kolorystyki z dorobku Cézanne'a i Renoira. Zgłębiał też relacje pomiędzy kolorem a przestrzenią, a w jego późnych pracach uwidocznił się wpływ malarzy synchromistycznych, Stantona Macdonalda-Wrighta i Morgana Russella. Twórczość Manigaulta przyciągała licznych mecenasów i kolekcjonerów sztuki, w tym wspomnianego wcześniej Jeana Paula Getty'ego. Orędownikami jego sztuki byli również jego dawny przyjaciel Kenneth Hayes Miller oraz rzeźbiarz modernistyczny Elie Nadelman. Obdarzony eksperymentalną naturą Manigault zgłębiał podczas swej kariery zagadnienia realizmu, postimpresjonizmu, symbolizmu i kubizmu. Krótko przed śmiercią, podczas ataków depresji i histerii, zniszczył około 200 swoich obrazów. Te, które pozostały, są ważnym dokumentem, podkreślającym jego wkład do amerykańskiego modernizmu.

### Śmierć
W nadziei osiągnięcia wyższego poziomu duchowego i artystycznego artysta, wzorem ascetów, praktykował głodówki. Podczas jednej z tych prób posunął się za daleko i w 1922 roku zmarł mając 35 lat.

## Zbiory
Prace Manigaulta znajdują się w zbiorach: Arnot Art Museum w Elmirze, Columbus Museum of Art w Columbus, Gibbes Museum of Art w Charleston, Metropolitan Museum of Art w Nowym Jorku, Museum London w London i Norton Museum of Art w West Palm Beach i innych placówkach.

## Galeria

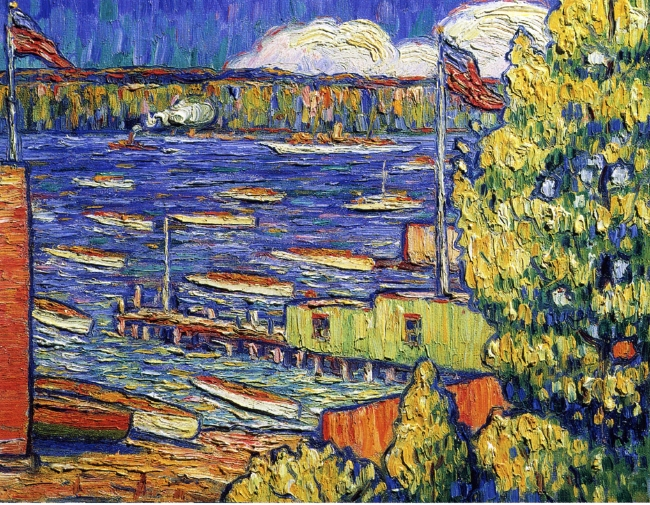
Scena na rzece (lub Flotylla na Hudson), 1904, kolekcja prywatna
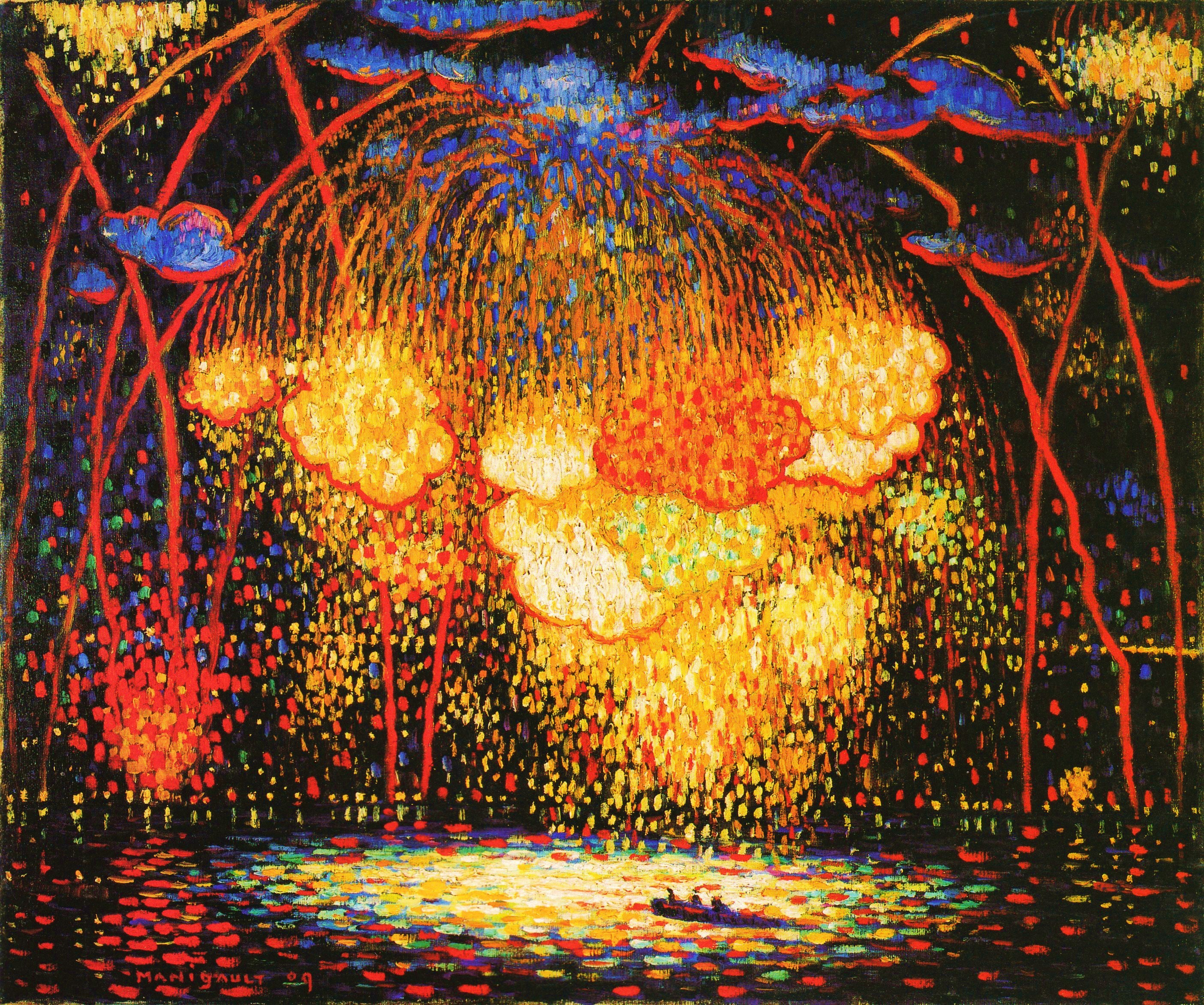
Raca, 1909, Columbus Museum of Art
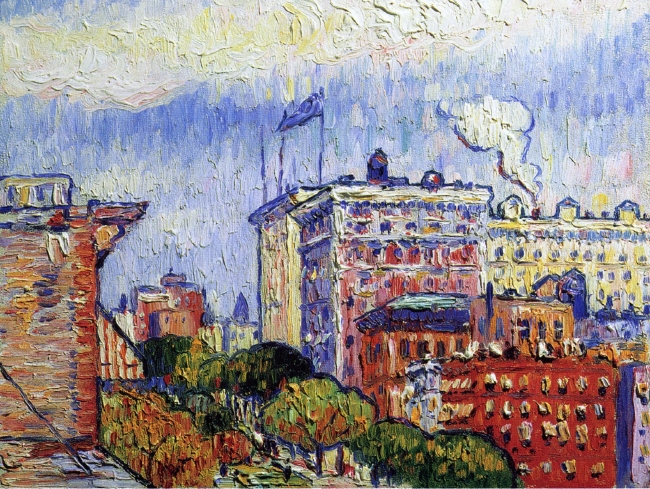
Pejzaż miejski (lub Broadway jesienią), 1909–1914, kolekcja prywatna
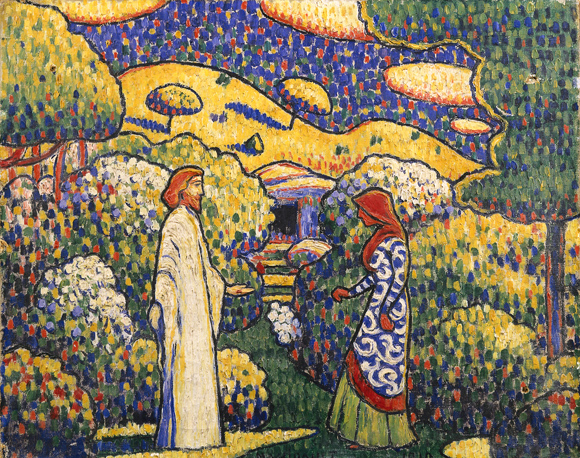
Chrystus objawiający się Maryi, 1910, kolekcja prywatna
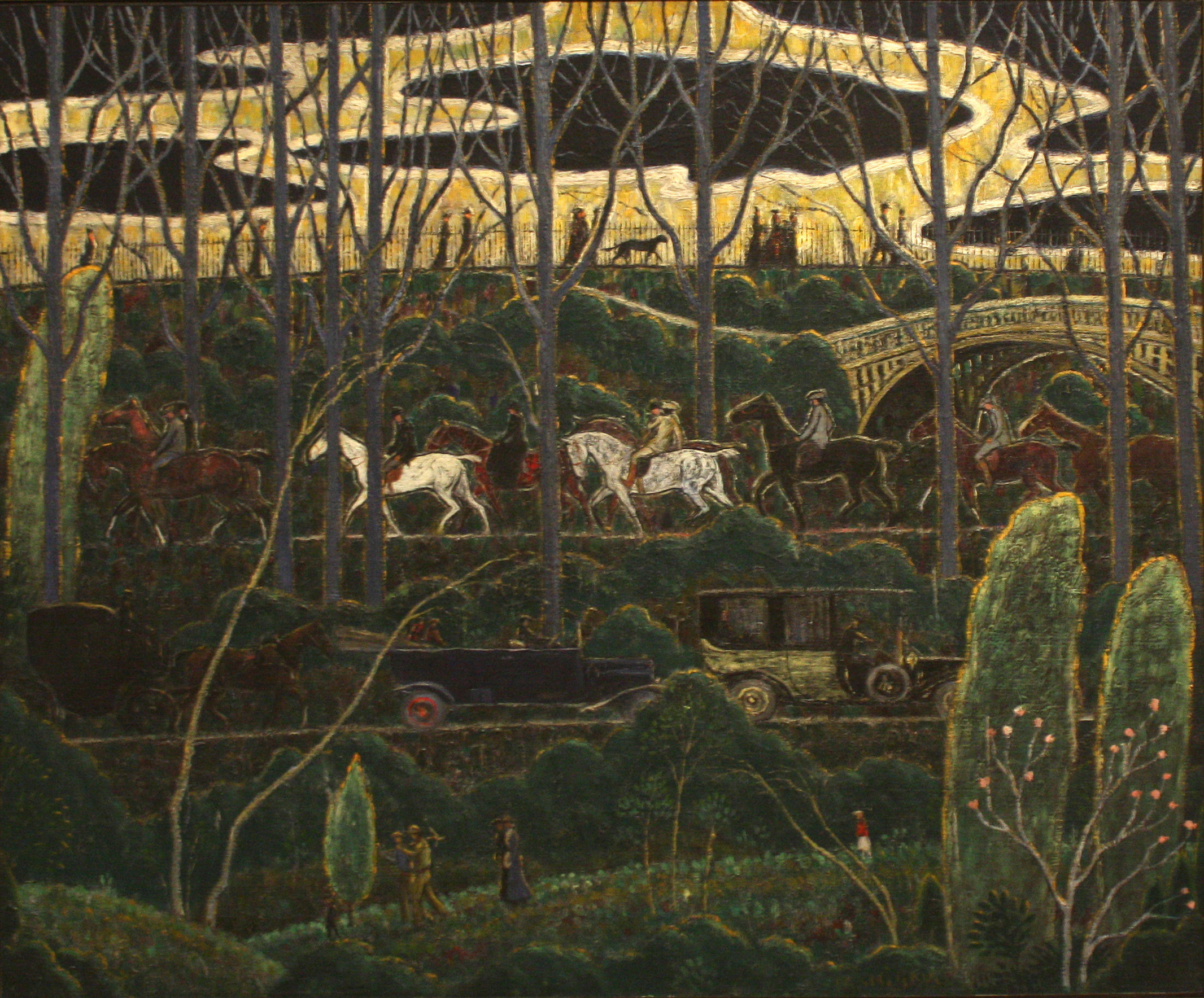
Procesja, 1911, Columbus Museum of Art
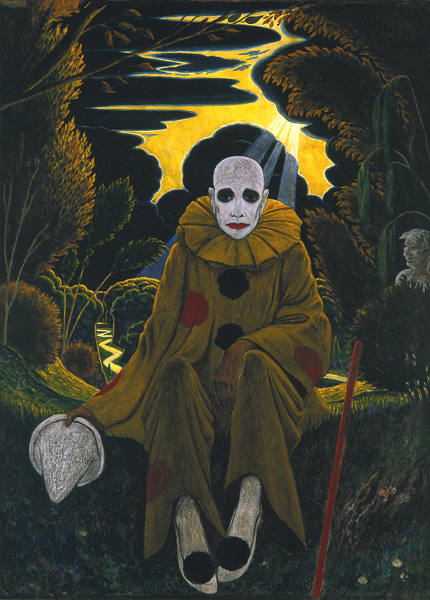
Klaun, 1910–1912, Columbus Museum of Art
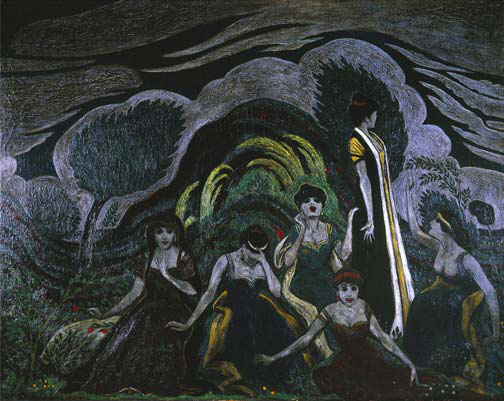
Sześć kobiet, Adagio, 1912
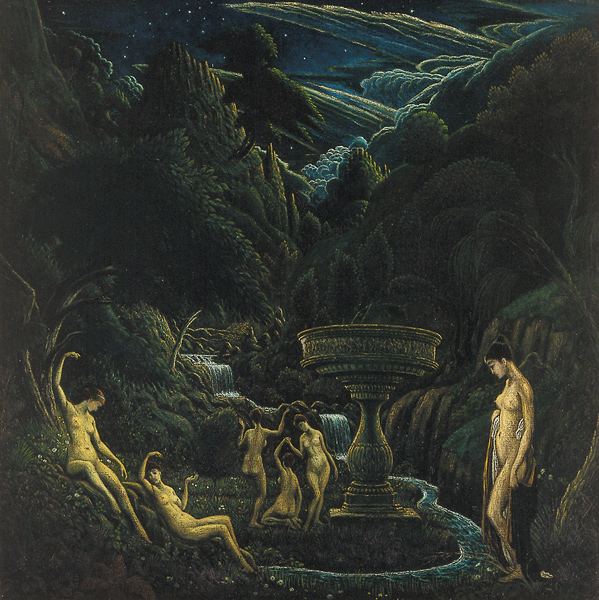
Źródło, 1914, kolekcja prywatna
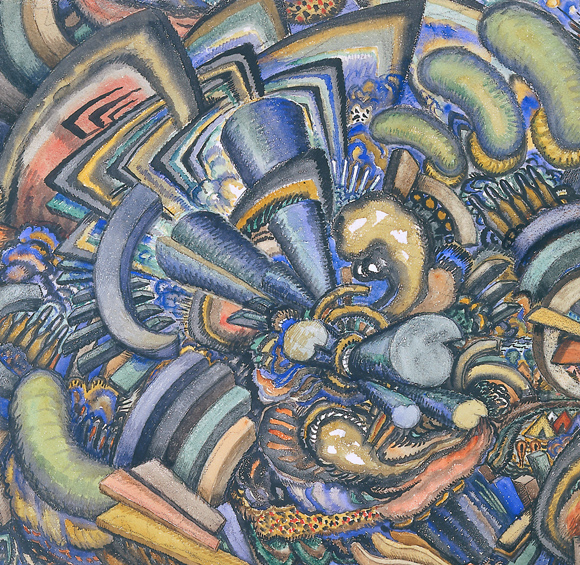
Pejzaż wortycystyczny (lub Wojenna impresja), ok. 1916, Curtis Galleries
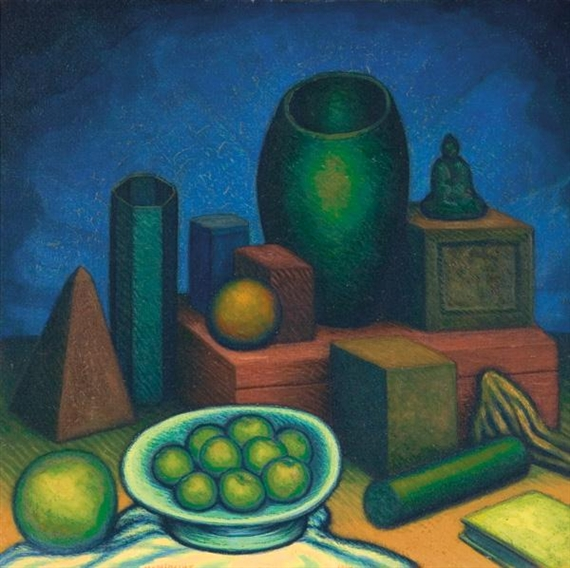
Martwa natura z cytrynami, 1916
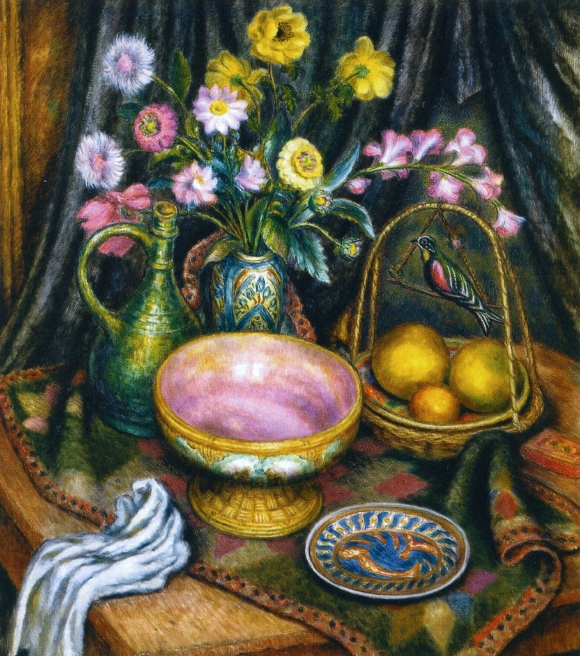
Martwa natura z kwiatami, 1918, kolekcja prywatna
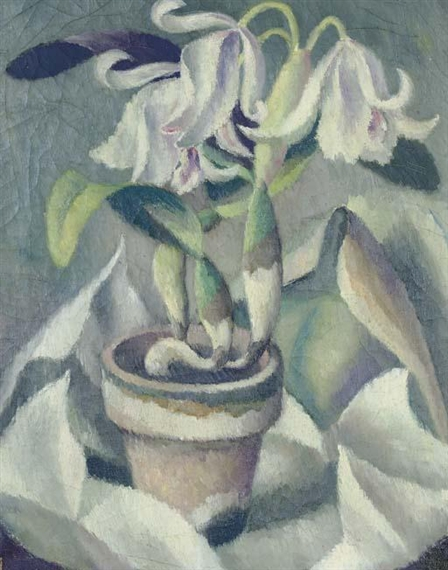
Białe orchidee, 1921–1922